# 63 Herculis
63 Herculis, eller V620 Herculis, är en pulserande variabel av Delta Scuti-typ (DSCTC) i Herkules stjärnbild.
Stjärnan varierar mellan visuell magnitud +6,19 och 6,23 med perioden 0,0797 dygn eller 114,8 minuter.